# حیوان خانگی بیگانه

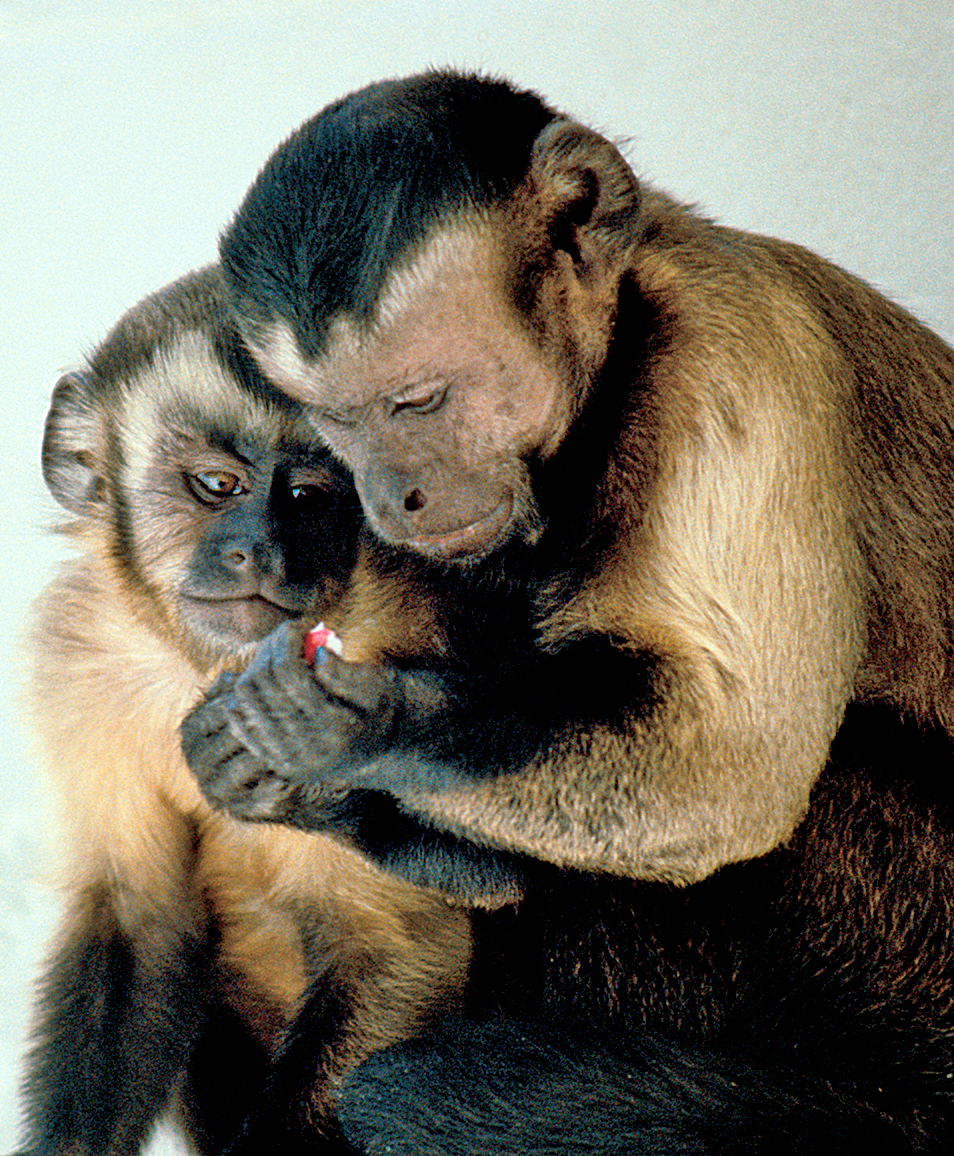
میمون‌های کاپوچین از جمله نخستیانی هستند که به عنوان حیوان خانگی بیگانه نگهداری می‌شوند.

حیوان خانگی بیگانه (به انگلیسی: Exotic pet)، حیوان خانگی است که نگهداری از آن نسبتاً کمیاب یا غیرعادی است، یا به‌طور کلی به عنوان یک گونه وحشی به جای یک حیوان خانگی اهلی در نظر گرفته می‌شود. این تعریف بر اساس فرهنگ، مکان و در طول زمان متفاوت است - از آنجایی که جانوران به اندازه کافی در دنیای جانوران تثبیت می‌شوند، دیگر ممکن است بیگانه تلقی نشوند.

### قانونی بودن
کنوانسیون تجارت بین‌المللی گونه‌های در حال انقراض گیاهان و جانوران وحشی، یا CITES، تجارت برخی از حیوانات خانگی بیگانه در سراسر جهان را تعدیل می‌کند تا از هرگونه تهدیدی برای بقای آنها و آسیب‌های زیست‌محیطی جلوگیری کند. برخی از جانوران ممکن است به دلیل وضعیت حفاظتی آنها و همچنین به دلیل احتمال تبدیل شدن جانور به گونه مهاجم به شدت تحت نظارت یا محدودیت قرار گیرند.